# Euphaedra viridis
Euphaedra viridis är en fjärilsart som beskrevs av Suffert 1904. Euphaedra viridis ingår i släktet Euphaedra och familjen praktfjärilar. Inga underarter finns listade i Catalogue of Life.